# Petrowka (Medwenka)
Petrowka (russisch Петровка) ist ein Weiler (chutor) in der Oblast Kursk in Russland. Er gehört zum Rajon Medwenka und zur Landgemeinde (selskoje posselenije) Nischnereuttschanski selsowjet.

## Geographie

### Lage
Der Ort liegt gut 32 km Luftlinie südlich des Oblastverwaltungszentrums Kursk im südwestlichen Teil der Mittelrussischen Platte, an der nördlichen Grenze des Rajonverwaltungszentrums Medwenka, 9 km vom Sitz des Dorfsowjet – Nischni Reutez, 66 km von der Grenze zwischen Russland und der Ukraine, am Torrente Medwenka (auch als Medwenski Kolodes) (linker Nebenfluss der Polnaja im Becken des Seim).

### Klima
Das Klima im Ort ist wie im Rest des Rajons kalt und gemäßigt. Es gibt während des Jahres eine erhebliche Niederschlagsmenge. Dfb lautet die Klassifikation des Klimas nach Köppen und Geiger.

## Bevölkerungsentwicklung
| Jahr | Einwohner |
| ---- | --------- |
| 2002 | 115       |
| 2010 | ▲116      |

Anmerkung: Volkszählungsdaten

## Verkehr
Petrowka liegt an der Fernstraße föderaler Bedeutung M2 „Krim“ (ein Teil der Europastraße E105), 0,5 km von der Straße interkommunaler Bedeutung 38N-251 (M2 „Krim“ – Sadowy) und 25,5 km vor nächsten Eisenbahnhaltestelle 457 km (Eisenbahnstrecke Lgow-Kijewskij – Kursk) entfernt.
Der Ort liegt 91 km vom internationalen Flughafen von Belgorod entfernt.